# 横浜市立上大岡小学校
横浜市立上大岡小学校（よこはましりつ かみおおおかしょうがっこう）は、神奈川県横浜市港南区上大岡東にある公立小学校。

## 沿革
出典
- 1970年（昭和45年）9月 - 南台小上大岡分校として開校。
- 1971年（昭和46年）4月 - 上大岡小学校として独立・開校。
- 1972年（昭和47年）3月 - 校章制定。
- 1973年（昭和48年）5月 - 校旗制定。
- 1974年（昭和49年）7月 - プール完成。
- 1975年（昭和50年）
  - 8月 - 体育館完成。
  - 10月 - 校歌制定。
- 1980年（昭和55年）10月 - 創立十周年記念式典挙行し、祝賀会開催。
- 1982年（昭和57年）10月 - 図書室完成。
- 1984年（昭和59年）10月 - 校庭整備。
- 1985年（昭和60年）2月 - 給食室改築工事。
- 1990年（平成2年）10月 - 創立二十周年記念式典挙行し、祝賀会開催。
- 1998年（平成10年）2月 - 横浜市防災備蓄庫完成。
- 2000年（平成12年）
  - 2月 - 校舎前通路プロムナード化改修工事。
  - 11月 - 創立三十周年記念式典挙行、祝賀会開催。
- 2001年（平成13年）
  - 6月 - はまっ子ふれあいスクール開設。
  - 12月 - ホームページ開設。
- 2002年（平成14年）9月 - 本館耐震補強工事。
- 2004年（平成16年）
  - 1月 - 各学級にインターフォンを設置。
  - 3月 - 防犯カメラを設置。
  - 8月 - 体育館の防球ネットを修理。
- 2005年（平成17年）
  - 2月 - 校庭北側防球防砂ネット工事。
  - 8月 - 音楽室床改修工事。
  - 11月 - ネットデイ校内LAN。
- 2006年（平成18年）7月 - 給食室床改修。
- 2007年（平成19年）
  - 10月 - 体育館側面補修工事。
  - 11月 - 通用門オートロック設置。学援隊活動開始。
- 2009年（平成21年）
  - 2月 - プールフェンス改修。
  - 8月 - 体育館床改修と屋上防水工事補修。
- 2010年（平成22年）11月 - 創立四十周年を祝う会開催。
- 2020年（令和2年）
  - 4月 - 放課後キッズ開設。
  - 11月 - GIGAスクール構想により、校内LAN整備工事。創立50周年として、タイムカプセルを開封。
- 2021年（令和3年）
  - 1月 - 職員玄関電気錠に改修。タブレット端末用充電保管庫各教室に設置。
  - 8月 - 新館シャッター改修工事。換気扇周り改修工事。
  - 9月 - タブレット端末全校配付。
  - 11月 - 職員室空調設備更新工事。
- 2022年（令和4年）
  - 6月 - 南側外階段擁壁工事。
  - 11月 - プール動力幹線ケーブル改修工事。

## 通学区域と進学先中学校
出典

### 通学区域
- 港南区
  - 上大岡西2丁目（全域）
  - 上大岡西3丁目（全域）
  - 上大岡東1丁目（21番～33番、40番～42番）
  - 上大岡東2丁目（全域）
  - 上大岡東3丁目（1番、8番～12番）

### 進学先中学校
公立中学校に進学する場合
- 横浜市立笹下中学校

## 学校周辺
磯子区との区境線に接する。
- 久良岐公園
- 学校法人神奈川県住宅福祉学園汐見台西幼稚園 - 本園は磯子区に所在。

## アクセス
- 「汐見台3丁目」バス停下車後、徒歩約290m・約5分。
  - 停車系統は、横浜市営バス「70」系統および京浜急行バス「上3」系統。
- JR東日本根岸線磯子駅から、市営バス70系統で、「汐見台3丁目」バス停下車後、徒歩。
- 京浜急行電鉄本線・横浜市営地下鉄ブルーライン上大岡駅から、京急バス上3系統で、「汐見台3丁目」バス停下車後、徒歩。
- なお、市営バス・京急バス共、「久良岐公園前」バス停に停車するが、「汐見台3丁目」バス停で下車するより、遠回りとなる。

## 主な出身人物
- 笹尾明日香（トップおとめピンポンズ名古屋）
- 黒羽根利規（元プロ野球選手、横浜DeNAベイスターズ・北海道日本ハムファイターズ所属）